# Люсьєн Веркольє
Люсьєн Веркольє (люксемб. Lucien Wercollier) — найвідоміший і, на думку деяких критиків, найважливіший люксембурзький скульптор 2-ї половини 20 століття. Автор абстрактних композицій.

## Біографія
Батько Люсьєна Веркольє, Жан-Батист Веркольє, був скульптором і професором художньої освіти. Його дядько, Жан-П'єр Кеніг, був архітектором добре відомим в Люксембурзі. Люсьєн Веркольє виріс в сімейному середовищі, де часто говорили про мистецтво і архітектуру.
З 1924 по 1927 рік він навчався в державній ремісничій школі (з 1979 року — Вища технічна школа мистецтв і ремесел) в класі, де викладав його батько. З 1927 по 1933 рік він навчався в Королівській академії витончених мистецтв у Брюсселі (1927—1931) і Національній вищій школі красних мистецтв у Парижі (1931—1933).
У 1933 році Люсьєн Веркольє повернувся в Люксембург, де він став професором художньої освіти в ремісничій школі, в якій він колись навчався сам. У 1936 році він одружився з Івонн Шміт. У них було двоє дітей. Разом з Августом Тремоном (1892—1980), Веркольє виставляв свої скульптури у Люксембурзькому павільйоні на Всесвітній виставці 1937 року в Парижі.
Після окупації Люксембургу Німеччиною в 1940 році Люсьєн Веркольє відмовився від пропозиції приєднатися до Імперської палати культури — об'єднання робітників культури Третього Рейху. Через відмову втратив право представляти свої роботи публіці.
Після його участі в загальнолюксембурзькому страйку 1 вересня 1942 року проти призиву люксембуржців до німецької армії, Люсьєн Веркольє і члени його сім'ї 4 вересня 1942 року були заарештовані і заслані у різні табіри. Л. Веркольє потрапив у табір Хінцерт в Німеччині, потім — у табір у Любліні. Після звільнення у 1945 році разом з сім'єю повернувся до Люксембургу.
Веркольє продовжив викладання у ремісничий школі і творчу діяльність. З 1952 року Веркольє починає ствоювати абстрактні скульптури. Він залишив викладання в 1965 році у віці 57 років. Останню свою скульптуру створив у 1998 році.

## Творчість

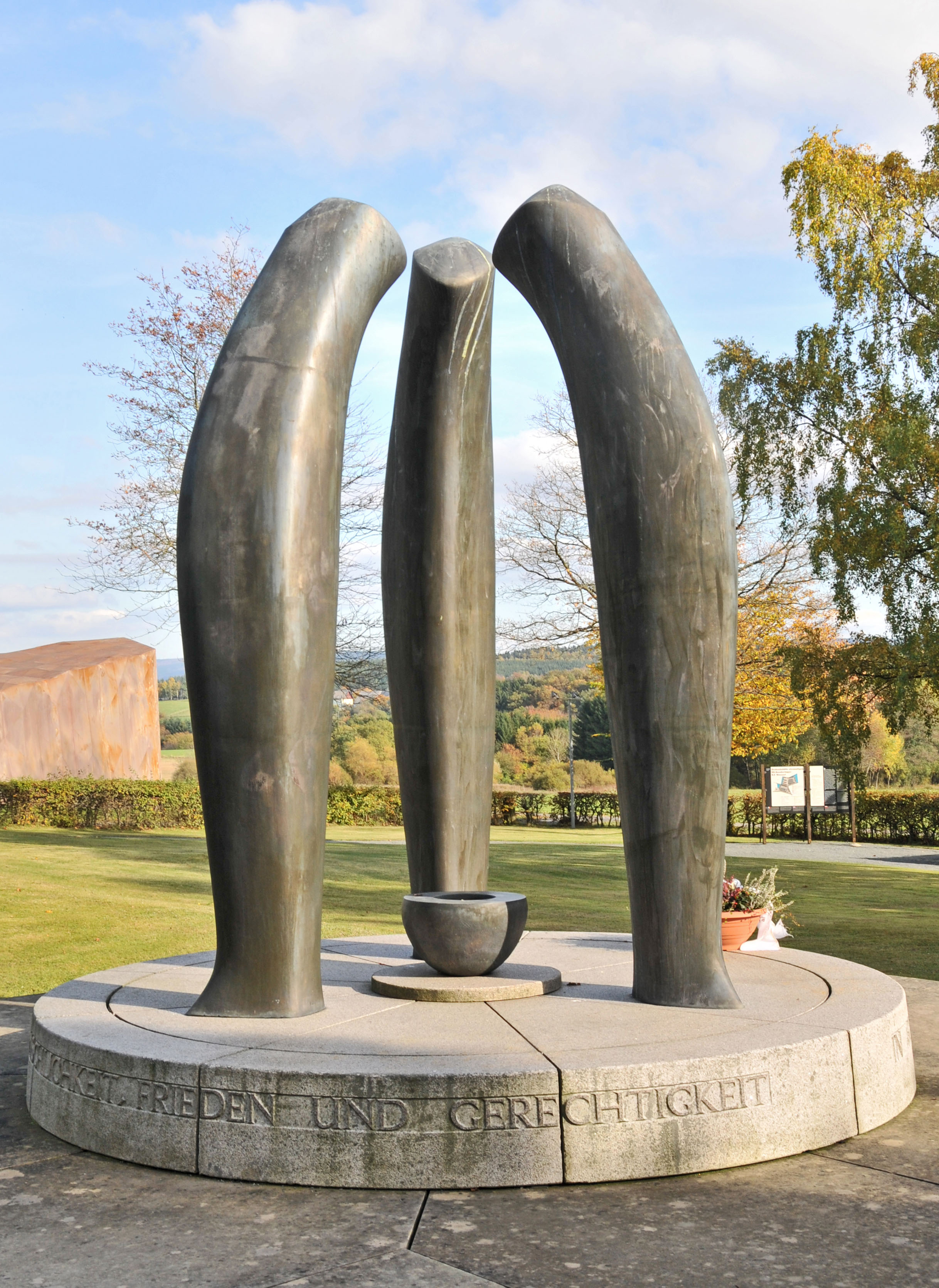
Пам'ятник на місці концтабору Хінцерт в німеччині. Бронза.

Роботи Люсьєна Веркольє виконані з бронзи, мармуру, алебастру і оніксу. Найбільш відомі його монументальні скульптури з бронзи і мармуру.
Його перші скульптури образні, однак він поступово з 1953—1955 років переходить до створення абстрактних скульптур, в яких можна побачити вплив Константіна Бранкузі і Ганса Арпа.
Одним з його найвідоміших творів є скульптура Le Prisonnier politique («Політичний в'язень»), встановлена на Меморіалі супротиву й заслання у місті Люксембурзі. Копія скульптури виставлена у експозиції культурного центру, що влаштований на території абатства Ноймюнстер, де під час німецької окупації була влаштована в'язниця, що в ній два тижні сидів Люсьєн Веркольє перед засланням у концтабір Хінцерт. Інша відома робота — монументальна бронзова скульптура на кладовищі колишнього концтабору в Хінцерт.
Багато іншихі монументальних скульптур з бронзи й мармуру було встановлено на площах і в громадських парках в Люксембурзі. Бронзова скульптура Interpénétration («Взаємопроникнення») стоїть біля Палацу Європи у Страсбурзі. Ця скульптура була зображена на люксембурзькій поштовій марці 1974 року випуску. [джерело?]
Іншою помітною роботою Веркольє є скульптура Altius («Вище» — назва з олімпійського слогану «'Citius, Altius, Fortius» — «Швидче, вище, сильніше») — присвяченою стрибкам з жердиною, яку встановлено в Олімпійському саду скульптур в Олімпійському музеї в Лозанні, Швейцарія.
Веркольє був автором скульптури, що лягла в основу призової статуетки нагороди «Vision for Europe», що її у 1995—2008 роках присуждав фонд люксембурзького банкіра Едмона Ісраеля.
Скульптури Веркольє є в експозиціях музеїв у Люксембурзі, Франції, Бельгії, Німеччині, Ізраїлі, Швейцарії та Сполучених Штатах.